# De Sanctis (konstruktor)
De Sanctis – włoski konstruktor wyścigowy, funkcjonujący w latach 60.

## Historia
Utworzony w latach 50. w Rzymie przez dilerów FIAT-a, Gino i Lucio De Sanctisów. Pod koniec lat 50. Lucio De Sanctis rywalizował samochodem własnej konstrukcji w Formule Junior. Te dość udane samochody dysponowały jednak niezbyt konkurencyjnymi w stosunku do silników Ford 105E jednostkami FIAT. W latach 60. firma rozpoczęła budowę samochodów Formuły 3, początkowo opierających się na pojazdach Formuły Junior. W Formule 3 De Sanctis zadebiutował w 1964 roku. Głównym kierowcą firmy był Geki, który zwyciężył pięciokrotnie. W 1965 roku samochód nie był dostatecznie rozwijany i Geki wygrał dwukrotnie. Ponadto przynajmniej jeden samochód De Sanctis był wówczas napędzany silnikiem Lancia. 
W 1966 roku wprowadzono nowy samochód ze zmodyfikowanym nadwoziem, zawieszeniem, skrzynią biegów Volkswagen/Colotti i silnikiem Ford MAE. W takim samochodzie Jonathan Williams wygrał 10 z 16 wyścigów i został mistrzem Formuły 3, a De Sanctis zdobył mistrzostwo wśród konstruktorów. Po odejściu Williamsa do Ferrari prawie nie rozwijano samochodu i wyniki pogorszyły się. Williams wrócił jednak do De Sanctisa na wyścig Monza Lotteria, który następnie wygrał.
W sezonie 1968 samochód był bardziej rozwijany, dzięki czemu rezultaty polepszyły się – Claudio Francisci wygrał w De Sanctisie dwa wyścigi. W roku 1969 dokonano dalszych poprawek, głównie nadwozia; mimo to rezultaty były niezadowalające, a firma nie wygrała żadnej eliminacji.
1970 rok był ostatnim rokiem produkcji samochodów Formuły 3 przez De Sanctis. Następnie firma produkowała samochody sportowe, bolidy Formuły 850 i Formuły Ford. W Formule 3 pojazdy te rywalizowały do 1971 roku.